# جمال هاريسون براينت
جمال هاريسون براينت (بالإنجليزية: Jamal Harrison Bryant)‏ هو متحدث تحفيزي أمريكي، ولد في 21 مايو 1971 في بالتيمور في الولايات المتحدة.